# Список епізодів телесеріалу «Під куполом»
Під куполом американський телесеріал створений за романом Стівена Кінга. Українською всі 3 сезони серіалу транслювалися у 2013-2017 роках на телеканалі НТН.

## Сезони
| Сезон | Сезон | Епізоди | Оригінальні покази | Оригінальні покази | Оригінальні покази українською | Оригінальні покази українською |
| Сезон | Сезон | Епізоди | Прем'єра           | Фінал              | Прем'єра                       | Фінал                          |
| ----- | ----- | ------- | ------------------ | ------------------ | ------------------------------ | ------------------------------ |
|       | 1     | 13      | 24 червня 2013     | 16 вересня 2013    | 4 листопада 2013               | 21 листопада 2013              |
|       | 2     | 13      | 30 червня 2014     | 22 вересня 2014    | 18 липня 2016                  | невідомо                       |
|       | 3     | 13      | 25 червня 2015     | 10 вересня 2015    | 6 березня 2017                 | невідомо                       |

## Епізоди

### Перший сезон (2013)
| Номер серії | Номер серії у сезоні | Назва серії                                     | Режисер(и)           | Сценарист(и)              | Оригінальний показ | Оригінальний показ українською | Виробничий код | Глядачі (у мільйонах) |
| --- | -------------------- | ----------------------------------------------- | -------------------- | ------------------------- | ------------------ | ------------------------------ | -------------- | --------------------- |
| 1 | 1                    | «Pilot» «Пілот»                                 | Нільс Ерден Оплев    | Браян Воган               | 24 червня 2013     | 4 листопада 2013               | 101            | 13.53                 |
| Дейл Барбара, на прізвисько «Барбі» (Майк Фогель) ховає тіло людини в Честермілському лісі. Коли він намагається залишити місто, містична невидима стіна виростає на кордоні міста. Місцевий журналіст Джулія Шамвей (Рашель Лефевр), яка розслідувала загадкові поставки пропану перед тим, як виник бар'єр, зацікавилася Барбі після того, як він врятував життя підлітку Джо Макалістеру (Колін Форд), чиї батьки опинилися поза містом. Міський вибірний «Великий Джим» Ренні (Дін Норріс) робить термінове повідомлення по радіо, поки голова поліції Дюк Перкінс (Джефф Фейхі) і його заступник Лінда Есківель намагаються не допустити поширення паніки в місті. Ненормальний син Великого Джима, Джуніор (Александр Кох) викрадає Енджі Макалістер (Брітт Робертсон) коли він починає підозрювати, що вона мала зв'язок з Барбі. Керолін Хілл (Аіша Хіндс) та її партнерка Аліса Келверт (Саманта Метіс) проїжджали через Честер Мілл, коли виник бар'єр у їхньої дочки стається, як вони думали, діабетичний приступ. Виявляється, що є зв'язок між Великим Джимом, Перкінсом та запасами пропану. Джулія приводить Барбі до себе додому, де він усвідомлює, що людина, яку він вбив, був її чоловіком, Пітером. Дюк Перкінс збирається розказати Лінді якусь таємницю про місто, проте вмирає через вибух свого ритмоводія, оскільки занадто близько підійшов до бар'єру. Військові збираються біля Честер Мілу для дослідження цього безпрецедентного феномену.                                                                            |                      |                                                 |                      |                           |                    |                                |                |                       |
| 2 | 2                    | «The Fire» «Пожежа»                             | Джек Бендер          | Рік Клівленд              | 1 липня 2013       | 5 листопада 2013               | 102            | 11.81                 |
| Після смерті Перкінса Лінда бере на себе роль голови поліції. З'являються нові подробиці змови виборного Ренні та голови поліції Перкінса — до них також був долучений преподобний Лестер Коггінс (Нед Белламі). Змовники вирішують підчистити сліди, що лишилися після їх приготувань. Проте, знищити докази їх змови заважає Лінда, якій у спадок від Дюка дістається його будинок, в якому зберігаються документи, що могли б скомпрометувати Великого Джима. У Джо Макалістера стається припадок, під час якого він говорить про рожеві зірки, що падають рядами. Після цього він разом зі своїм другом збираються дослідити купол та знайти його центр. Інженер з радіостанції Доді Вівер (Джолін Парді) знаходить спосіб, як час від часу можна слухати радіопередачі із зовні. Енджі Макалістер, після невдалої спроби втечі, вирішує розповісти Джуніору, буцімто вона закохана в Барбі. Дізнавшись про це, Джуніор вистежує Барбі у мисливському будиночку Пітера Шамвея, де той шукав свій загублений жетон. Джуніор вирішує, що безлад в домі — результат домагання Барбі до Енджі, і нападає на Дейла, проте Дейл побив Джуніора. В цей час Коггінс, знищуючи документи в будинку Перкінса, ненароком влаштовує пожежу. Все місто збирається на гасіння полум'я, тому що всі пожежники залишилися за куполом; врешті-решт пожежу вдається приборкати лише після того, як Великий Джим руйнує екскаватором будинок. Поліцейський Пол Рендольф стріляє в купол, але куля рикошетить від нього і вбиває іншого поліцейського Фредді Дентона. |                      |                                                 |                      |                           |                    |                                |                |                       |
| 3 | 3                    | «Manhunt» «Переслідування»                      | Пол Едвардс          | Адам Стейн                | 8 липня 2013       | 6 листопада 2013               | 103            | 10.71                 |
| Дізнавшись, що Джо єдиний власник у місті генератора, що працює, підлітки влаштовують у нього вдома спонтанну вечірку. Тим часом Барбі та Великий Джим вишукують Пола після його втечі з камери попереднього утримання. Джуніор намагається знайти вихід із Честер Міла під землею. У Джулії з'являються підозри щодо Джеймса та Барбі. |                      |                                                 |                      |                           |                    |                                |                |                       |
| 4 | 4                    | «Outbreak» «Епідемія»                           | Кері Скоґланд        | Пітер Келовей             | 15 липня 2013      | 7 листопада 2013               | 104            | 11.13                 |
| У Честер Мілі виникає спалах менінгіту. Містяни панікують, коли в лікарні закінчуються ліки, а Купол не дозволяє ввезти нову вакцину. Тим часом Джулія дізнається таємницю, яку від неї приховував Пітер, а Джуніор залишається за головного. |                      |                                                 |                      |                           |                    |                                |                |                       |
| 5 | 5                    | «Blue on Blue» «Вогонь по своїх»                | Джек Бендер          | Браян Воган               | 22 липня 2013      | 11 листопада 2013              | 105            | 11.60                 |
| Уряд влаштовує для бранців Купола день відвідування родичів. Серед тих, хто приїхав — батько Норі, про існування якого вона не підозрювала. Барбі дізнається від військових, що мешканцям Купола загрожує небезпека. |                      |                                                 |                      |                           |                    |                                |                |                       |
| 6 | 6                    | «The Endless Thirst» «Нескінченна спрага»       | Кері Скоґланд        | Су Х’ю                    | 29 липня 2013      | 12 листопада 2013              | 106            | 11.41                 |
| Коли в місті добігають кінця запаси води, мешканці Честер Міла починають боротися за ресурси, які залишилися. Тим часом Джулія виявляє містичний зв'язок між Куполом і двома містянами. |                      |                                                 |                      |                           |                    |                                |                |                       |
| 7 | 7                    | «Imperfect Circles» «Неідеальні кола»           | Мігель Сепочнік      | Кейтлін Перріш            | 5 серпня 2013      | 13 листопада 2013              | 107            | 10.42                 |
| Великий Джим і Оллі, фермер, згадавши про старі образи, починають між собою війну за ресурси. Норі та Джо, намагаючись розібратись у своєму містичному зв'язку з куполом, знаходять у лісі щось дивне під «міні-куполом». Тим часом на світ з'являється перша дитина, народжена під куполом. |                      |                                                 |                      |                           |                    |                                |                |                       |
| 8 | 8                    | «Thicker Than Water» «Густіше за воду»          | Джек Бендер          | Адам Штайн                | 12 серпня 2013     | 14 листопада 2013              | 108            | 10.36                 |
| Джуніор стає на захист свого батька та виявляється в повному сум'ятті, коли дізнається правду про минуле своєї матері. Тим часом Джулія вивчає сили «міні-купола» та вмовляє Джо показати їй таємничу лісову знахідку. В Барбі з'являється план, як покінчити зі чварами. |                      |                                                 |                      |                           |                    |                                |                |                       |
| 9 | 9                    | «The Fourth Hand» «Четверта рука»               | Роксан Доусон        | Деніел Трулі              | 19 серпня 2013     | 18 листопада 2013              | 109            | 10.64                 |
| Здавалося, що всі проблеми в Честер Мілі вирішено, але назовні спливають нові подробиці з минулого життя міста. «Великий Джим» організовує добровільну акцію роззброєння, що викликає підозри в Барбі. Джулія виявляє, що таємничий міні-купол зник з лісу. |                      |                                                 |                      |                           |                    |                                |                |                       |
| 10 | 10                   | «Let the Games Begin» «Та почнуться ігри»       | Серджіо Міміка-Гезан | Пітер Келовей             | 26 серпня 2013     | 19 листопада 2013              | 110            | 11.11                 |
| Лінда намагається розібратися, хто ж стоїть за виробництвом наркотиків у місті. Джулія дізнається правду про зникнення чоловіка. Максін організовує підпільний бізнес, і їй потрібні Великий Джим і Барбі. Джо, Енджі та Норі шукають власника четвертої руки для міні-купола. |                      |                                                 |                      |                           |                    |                                |                |                       |
| 11 | 11                   | «Speak of the Devil» «Про вовка промовка»       | Девід Беррет         | Скотт Годл                | 2 вересня 2013     | 20 листопада 2013              | 111            | 11.15                 |
| Великий Джим убиває Максін і налаштовує місто проти Барбі, коли спливає правда про його минуле. Однак у Барбі залишаються союзники. |                      |                                                 |                      |                           |                    |                                |                |                       |
| 12 | 12                   | «Exigent Circumstances» «Невідкладні обставини» | Пітер Лето           | Адам Штайн Кейтлін Перріш | 9 вересня 2013     | 21 листопада 2013              | 112            | 9.72                  |
| Барбі переховується в лісі, Великий Джим виступає з промовою про необхідність знайти Барбі. Доді згадує про яйце, а пізніше запрошує Великого Джима послухати передачі ззовні купола, з яких випливає, що військові шукають Барбі. Доді виходить на мить, а коли заходить, чує про подробиці вбивства Коггінса. Великий Джим убиває її, а станцію підпалює, звинувачуючи в цьому Барбі. Раптово Барбі добровільно здається «Великому Джиму», щоб врятувати Джулію. Джо та Норі також опиняються в поліцейській дільниці, але перед цим встигають переховати міні-купол до будинку Бена. Норі намагається завдати удару ножем Великому Джиму, але лише зачіпає його. Джо та Норі вдається вийти з-за ґрат. Міні-купол починає видавати гучний писк, лялечка метелика-монарха починає ворушитися. Барбі допомагають втекти. Джулія ось-ось прийде до тями та розповість, хто справжній «убивця», який стріляв у неї. Великий Джим побоюється цього та змушує Джуніора охороняти її, щоб не дати їй назвати ім'я комусь іще. Барбі з допомогою Енджі викрадає Джулію, й остання називає ім'я — Максін. Барбі знову потрапляє в поліцейську дільницю. Джуніор іде до купола в надії отримати відповіді та починає сумніватись у правоті свого батька. Великий Джим змушує Барбі визнати всі звинувачення та публічно зізнатися в цьому. Всі чекають визнання, настає тиша, яку перериває Барбі: «Не винен». |                      |                                                 |                      |                           |                    |                                |                |                       |
| 13 | 13                   | «Curtains» «Завіса»                             | Джек Бендер          | Браян Воген Скотт Голд    | 16 вересня 2013    | 21 листопада 2013              | 113            | 12.10                 |
| Джулія приходить до тями та їде рятувати Барбі. З кокона вилуплюється метелик-монарх. Відразу після народження метелик починає битися об міні-купол, після чого великий і маленький куполи чорніють. Місто занурюється в темряву. Джуніор, Енджі, Джо та Норі руйнують міні-купол, метелик-монарх паморочиться біля Барбі, після чого починається землетрус, Джулія припиняє його та стає монархом. Великий Джим будує шибеницю. Знову з'являється образ Еліс і каже, що світло необхідно заслужити, тримаючи яйце в безпеці. Великий Джим зізнається у вбивствах Джуніору, який не може визначитися, на яку сторону йому встати. Джулії полишає можливість врятувати Барбі, але приймає інше рішення — кидає яйце на дно озера. Барбі хочуть публічно повісити. Яйце починає світитися, і «рожеві зірки» піднімаються в небо. Купол стає повністю білим, висвітлюючи все яскравим білим світлом, яке стає все інтенсивніше. Тим часом, Великий Джим каже Джуніору, щоб той тягнув важіль. Кінець першого сезону. |                      |                                                 |                      |                           |                    |                                |                |                       |